# Districtul Phu Kamyao
Phu Kamyao (în thailandeză ภูกามยาว) este un district (Amphoe) din provincia Phayao, Thailanda, cu o populație de 22.659 de locuitori și o suprafață de 213,8 km².

## Componență
Districtul este subdivizat în 3 subdistricte (tambon), care sunt subdivizate în 40 de sate (muban).
| Nr. | Nume      | În thailandeză |  | Locuitori |  |
| --- | --------- | -------------- |  | --------- |  |
| 1.  | Huai Kaeo | ห้วยแก้ว         |  | 8,917     |  |
| 2.  | Dong Chen | ดงเจน          |  | 9,217     |  |
| 3.  | Mae Ing   | แม่อิง           |  | 4,525     |  |